# Pilumnus longleyi
Pilumnus longleyi is een krabbensoort uit de familie van de Pilumnidae. De wetenschappelijke naam van de soort is voor het eerst geldig gepubliceerd in 1930 door Rathbun.